# Grand Prix automobile d'Italie 1981
Résultats du Grand Prix d'Italie de Formule 1 1981 qui a eu lieu sur le circuit de Monza le 13 septembre 1981.

## Classement
| Pos. | No | Pilote             | Écurie          | Tours | Temps/Abandon                      | Grille | Points |
| ---- | -- | ------------------ | --------------- | ----- | ---------------------------------- | ------ | ------ |
| 1    | 15 | Alain Prost        | Renault         | 52    | 1 h 26 min 33 s 897 (209,045 km/h) | 3      | 9      |
| 2    | 1  | Alan Jones         | Williams-Ford   | 52    | + 22 s 175                         | 5      | 6      |
| 3    | 2  | Carlos Reutemann   | Williams-Ford   | 52    | + 50 s 587                         | 2      | 4      |
| 4    | 11 | Elio De Angelis    | Lotus-Ford      | 52    | + 1 min 32 s 902                   | 11     | 3      |
| 5    | 28 | Didier Pironi      | Ferrari         | 52    | + 1 min 34 s 522                   | 8      | 2      |
| 6    | 5  | Nelson Piquet      | Brabham-Ford    | 51    | Moteur                             | 6      | 1      |
| 7    | 8  | Andrea De Cesaris  | McLaren-Ford    | 51    | Accident                           | 16     |        |
| 8    | 23 | Bruno Giacomelli   | Alfa Romeo      | 50    | + 2 tours                          | 10     |        |
| 9    | 32 | Jean-Pierre Jarier | Osella-Ford     | 50    | + 2 tours                          | 18     |        |
| 10   | 35 | Brian Henton       | Toleman-Hart    | 49    | + 3 tours                          | 23     |        |
| Abd. | 22 | Mario Andretti     | Alfa Romeo      | 41    | Transmission                       | 13     |        |
| Abd. | 17 | Derek Daly         | March-Ford      | 37    | Boîte de vitesses                  | 19     |        |
| Abd. | 25 | Patrick Tambay     | Ligier-Matra    | 22    | Crevaison                          | 15     |        |
| Abd. | 12 | Nigel Mansell      | Lotus-Ford      | 21    | Suspension                         | 12     |        |
| Abd. | 7  | John Watson        | McLaren-Ford    | 19    | Accident                           | 7      |        |
| Abd. | 29 | Riccardo Patrese   | Arrows-Ford     | 19    | Boîte de vitesses                  | 20     |        |
| Abd. | 4  | Michele Alboreto   | Tyrrell-Ford    | 16    | Accident                           | 22     |        |
| Abd. | 14 | Eliseo Salazar     | Ensign-Ford     | 13    | Crevaison                          | 24     |        |
| Abd. | 16 | René Arnoux        | Renault         | 12    | Sortie de piste                    | 1      |        |
| Abd. | 3  | Eddie Cheever      | Tyrrell-Ford    | 11    | Sortie de piste                    | 17     |        |
| Abd. | 26 | Jacques Laffite    | Ligier-Matra    | 11    | Crevaison                          | 4      |        |
| Abd. | 9  | Slim Borgudd       | ATS-Ford        | 10    | Sortie de piste                    | 21     |        |
| Abd. | 27 | Gilles Villeneuve  | Ferrari         | 6     | Moteur                             | 9      |        |
| Abd. | 6  | Héctor Rebaque     | Brabham-Ford    | 0     | Allumage                           | 14     |        |
| Nq.  | 33 | Marc Surer         | Theodore-Ford   |       | Non qualifié                       |        |        |
| Nq.  | 31 | Beppe Gabbiani     | Osella-Ford     |       | Non qualifié                       |        |        |
| Nq.  | 36 | Derek Warwick      | Toleman-Hart    |       | Non qualifié                       |        |        |
| Nq.  | 30 | Siegfried Stohr    | Arrows-Ford     |       | Non qualifié                       |        |        |
| Nq.  | 20 | Keke Rosberg       | Fittipaldi-Ford |       | Non qualifié                       |        |        |
| Nq.  | 21 | Chico Serra        | Fittipaldi-Ford |       | Non qualifié                       |        |        |

## Pole position et record du tour
- Pole position : René Arnoux en 1 min 33 s 467 (vitesse moyenne : 223,394 km/h).
- Meilleur tour en course : Carlos Reutemann en 1 min 37 s 528 au 48e tour (vitesse moyenne : 214,092 km/h).

## Tours en tête
- Alain Prost : 52 (1-52)

## À noter
- 3e victoire pour Alain Prost.
- 7e victoire pour Renault en tant que constructeur.
- 7e victoire pour Renault en tant que motoriste.
- 1er Grand Prix pour l'écurie Toleman.